# Sonno e dispositivi elettronici
Secondo una ricerca scientifica condotta dall'Università di Oxford, l'uso del computer (compresi dispositivi come smartphones) prima di andare a letto è associato ad una riduzione delle ore di sonno ed a una riduzione della qualità del sonno, nella maggior parte dei casi. I risultati dello studio sono stati collegati con la stanchezza: ciò ha dimostrato che nel 73% dei casi questo è un problema per le persone stesse mentre nell'altro 27% dei casi, non vi era alcuna preoccupazione.

## Il bisogno di dormire
L'organismo di un adulto richiede 7-9 ore notturne per riposare adeguatamente mentre per gli adolescenti di età compresa tra 10 e 17 anni hanno bisogno di 8,5-9,5 ore di sonno (aumentando di età le ore di cui ha bisogno diminuiranno).
Il non raggiungimento di questi bisogni sono stati collegati con la depressione, l'obesità, il diabete e le malattie cardiovascolari.
Un fattore importante del sonno è la melatonina, un ormone prodotto nella ghiandola pineale associata all'agevolazione del sonno. Durante il giorno, i livelli di melatonina nel sangue sono appena rilevabili, ma di notte, i livelli di melatonina sono elevati. Questo fenomeno è dovuto all'effetto della luce sulla produzione di melatonina. Se vi è luce sufficiente viene interrotta la produzione di melatonina e, attraverso studi e ricerche scientifiche, si è notato che la luce artificiale in molti casi sia abbastanza luminosa da far verificare questo effetto.

## I videogames e l'eccitazione
In uno studio del 2012 chiamato "L'impatto prolungato dei videogiochi violenti sul sonno degli adolescenti: uno studio sperimentale", a 17 adolescenti è stato detto di giocare ad un videogioco violento prima di andare a letto. Essi sono stati divisi in due gruppi "di gioco", uno da 50 minuti e un altro di 150 minuti. Non c'era alcuna differenza nella frequenza cardiaca durante il gioco e dopo, ma il secondo gruppo ha registrato una minor qualità e quantità di sonno. Questo studio non ha un collegamento con l'eccitazione fisica, che in questo studio è stata misurata attraverso la frequenza cardiaca.
Invece, uno studio del 2010 (l'uso dei dispositivi elettrici e il sonno nell'età scolare e negli adolescenti) ha preso 36 articoli scientifici pubblicati su varie riviste e ha tentato di trovare collegamenti tra l'uso di dispositivi elettronici e la perdita (o diminuzione) del sonno. Attraverso l'analisi degli studi, la ricerca ha provato a individuare meglio la causa della perdita del sonno, per stabilire le cause. Sono stati utilizzati computer, dispositivi internet, telefoni e dispositivi musicali..
La ricerca è stata in grado di trarre conclusioni definitive circa la causa della perdita del sonno, ha fornito le prove che l'uso dei dispositivi elettronici prima di dormire hanno un impatto negativo sul sonno. Inoltre ha anche provato che anche la sola presenza di dispositivi elettrici in camera durante il sonno hanno un impatto negativo sullo stesso.

## Tablet con retroilluminazione
Uno studio del 2012 ha dimostrato che gli schermi retroilluminati dei tablet riducevano di circa il 22% i livelli di melatonina quando qualcuno si esponeva agli stessi per circa 2 ore, e questo alterava la durata e la qualità del sonno stesso. L'esposizione agli schermi retroilluminati per una sola ora, piuttosto che per due ore, non ha mostrato alcuna significativa soppressione della melatonina.